# Accidente ferroviario de Villada de 2006
El Tren Diurno N.º 00280, que cubría el trayecto entre La Coruña/Vigo y Hendaya/Bilbao (España) descarriló en el cambio de vía de la estación de Villada el lunes 21 de agosto de 2006 a las 15.54 horas, cuando transportaba 426 pasajeros, muchos de ellos peregrinos procedentes de Santiago de Compostela, de regreso a sus lugares de origen tras haber realizado la peregrinación. Fallecieron seis personas inmediatamente y una séptima días después, en el hospital; hubo decenas de heridos, todos ellos viajeros del tren.
Los daños materiales fueron el descarrilamiento de los 6 coches, afección al haz de vías completo y la instalación eléctrica, y daños estructurales en un paso elevado.
El convoy estaba formado por una locomotora eléctrica (269.414) y 6 coches de viajeros.

## Los hechos
- El tren nº00280 descarriló el 21 de agosto de 2006 a la entrada de la estación de Villada (Palencia) por el lado Sahagún, causando siete víctimas mortales y decenas de heridos de diversa consideración.
- El itinerario de vía estaba establecido para el paso por vía desviada, con el objeto de adelantar al tren regional (Nº 8214, León - Valladolid) estacionado en Villada.
- La señal avanzada de entrada mostraba anuncio de precaución. El maquinista lo reconoció a bordo.
- La señal de entrada mostraba vía libre. El itinerario estaba establecido a desviada.
- La señal de salida mostraba indicación de vía libre. El itinerario estaba establecido a vía desviada.
- El tren pasó por el cambio de entrada a velocidad superior a la permitida.

## Hipótesis oficial
El exceso de velocidad de la composición al pasar por las agujas del cambio de entrada, de vía II a vía I, provocó que el segundo bogie del primero de sus coches descarrilara, y en formación de acordeón, arrastrase fuera de la vía al segundo. La parte trasera del primer coche impactó contra los pilares del puente situado sobre las vías, en la entrada de la estación por el lado de León, destrozando la caja del vehículo (el testero quedó desprendido el coche y pegado en las columnas del puente), cinco de los seis pilares del puente, y causando siete muertos y heridas a decenas de personas.
Todos los dispositivos de seguridad en vía y de comunicaciones funcionaron correctamente, al igual que los equipos embarcados en el tren. El maquinista del tren 00280 sobrepasó la señal avanzada de entrada con la indicación de anuncio de precaución, y la reconoció en el equipo ASFA embarcado.
Al tratarse de una línea con Bloqueo Automático Banalizado (BAB) instalado, el Reglamento General de Circulación ordena al maquinista no exceder de 30 km/h al pasar por las agujas de entrada, al encontrar en anuncio de precaución la señal de avanzada, y en verde la de entrada. El maquinista no lo hizo, provocando el descarrilamiento de la composición.

## Otros datos
El paso elevado sobre la entrada a la estación databa de la década de 1920-1930, similar al resto de los existentes en la línea. Sus pilares estaban asentados entre la vía I y la que comunica con la subestación eléctrica, demasiado cerca de la caja de vía, por lo que al descarrilar el primer y el segundo coche (la locomotora no descarriló), y existir una curva a la izquierda, ambos, por efecto de la fuerza centrífuga, salieron despedidos hacia la derecha e impactaron contra él, causando la mayor parte de víctimas. El puente se mantuvo en pie aun sin apenas apoyos intermedios.
La secuencia de señales hasta entonces existente, podía inducir a error por diversos motivos:
- El reciente cambio de sistema de bloqueo en la línea, al pasar de Bloqueo Automático (y circulación normal por la izquierda) a Bloqueo Automático Banalizado (y circulación indistinta por ambas vías en uno u otro sentido.
- La diferencia en la secuencia de señales existente entonces entre ambos sistemas; si las agujas de entrada se encontraban a vía desviada (como era el caso), la señal avanzada (situada a unos 1500 o 2000m de las agujas), con el Bloqueo Automático presenta Anuncio de Precaución (verde/amarillo), y la señal de entrada (situada unos metros antes del cambio de vía) presenta Anuncio de Parada (amarillo), ordenando al maquinista a pasar por las agujas a 30km/h, pues estas están dispuestas para cambiar de vía. Sin embargo, la señal avanzada puede también mostrar Anuncio de Precaución por encontrarse otro tren delante, pero estar las agujas dispuestas a vía directa (sin cambiar); en este caso, el maquinista aminorará la marcha porque posiblemente la señal de entrada esté en Anuncio de parada, y la de salida en Parada (rojo). Si el maquinista se encuentra, por el contrario, la señal de entrada en Vía Libre (verde), y tras haberse encontrado la avanzada en Anuncio de precaución indica que el tren que circula delante ya se ha alejado, y se puede recuperar la marcha normal (de 130km/h en el punto del accidente).

Con el BAB, esta última secuencia de señales descrita, no implicaba que se pudiese recuperar la marcha normal, sino que, una vez realizado el cambio de vía a 30km/h, se podía recuperar la marcha normal al estar la señal de salida de la estación también en Vía Libre.
- El tren circulaba con un retraso de unos 10/15 minutos, lo que ocasionó que el citado Regional, que debía circular detrás del Diurno, lo hiciese delante, provocando que, al parar en numerosas estaciones, fuera alcanzado por este en Villada.

## Modificación delASFAy del RGC
El Comité de Dirección de Adif decidió, el 22 de junio de 2006, a propuesta de la Dirección de Seguridad en la Circulación, un programa, denominado ‘Modificación de la secuencia de señales de indicación de cambios de vía en tramos banalizados’ dotado con 17 millones de euros para mejorar la seguridad en la circulación mediante la simplificación de las indicaciones que se muestran al personal de conducción a través de las señales de avanzada, entrada y salida en las estaciones situadas en líneas dotadas con Bloqueo Automático Banalizado (BAB) y en bifurcaciones. Con la modificación prevista no deben reproducirse este tipo de accidentes.